# Chinonso Offor
Chinonso Offor, all'anagrafe Chinonso Offor Nnamdi (Jos, 27 maggio 2000), è un calciatore nigeriano, attaccante dell'Arda Kărdžali.

## Carriera
Offor ha iniziato la carriera in patria nel settore giovanile del Real Sapphire. Nel 2017 si è trasferito al Binatlı Yılmaz, formazione militante nella massima serie nordcipriota (campionato non riconosciuto dalla UEFA e dalla FIFA). Nello stesso anno è stato girato in prestito al Cihangir, altro club della massima serie nordcipriota.
Nel 2019 si trasferisce ai lettoni del BFC Daugavpils, con il quale in due stagioni gioca 22 partite e segna 10 gol in campionato (più una presenza nella coppa nazionale). Nel 2020 viene ceduto all'RFS Riga, sempre in Lettonia.
Poco prima dell'inizio della stagione 2021, viene acquistato dai Chicago Fire.

## Statistiche

### Presenze e reti nei club
Statistiche aggiornate al 5 luglio 2022.
| Stagione              | Squadra               | Campionato            | Campionato | Campionato | Coppe nazionali | Coppe nazionali | Coppe nazionali | Coppe continentali | Coppe continentali | Coppe continentali | Altre coppe | Altre coppe | Altre coppe | Totale | Totale |
| Stagione              | Squadra               | Comp                  | Pres       | Reti       | Comp            | Pres            | Reti            | Comp               | Pres               | Reti               | Comp        | Pres        | Reti        | Pres   | Reti   |
| --------------------- | --------------------- | --------------------- | ---------- | ---------- | --------------- | --------------- | --------------- | ------------------ | ------------------ | ------------------ | ----------- | ----------- | ----------- | ------ | ------ |
| 2019                  | BFC Daugavpils        | VL                    | 14         | 6          | CL              | 1               | 0               |                    | -                  | -                  |             | -           | -           | 15     | 6      |
| 2020                  | BFC Daugavpils        | VL                    | 8          | 4          | CL              | 0               | 0               |                    | -                  | -                  |             | -           | -           | 8      | 4      |
| Totale BFC Daugavpils | Totale BFC Daugavpils | Totale BFC Daugavpils | 22         | 10         |                 | 1               | 0               |                    | -                  | -                  |             | -           | -           | 23     | 10     |
| 2020                  | RFS Riga              | VL                    | 13         | 6          | CL              | 3               | 0               | UEL                | 1                  | 0                  |             | -           | -           | 17     | 6      |
| 2021                  | Chicago Fire          | MLS                   | 34         | 1          |                 | -               | -               |                    | -                  | -                  |             | -           | -           | 34     | 1      |
| 2022                  | Chicago Fire          | MLS                   | 5          | 1          | USOC            | 1               | 0               |                    | -                  | -                  |             | -           | -           | 6      | 1      |
| Totale carriera       | Totale carriera       | Totale carriera       | 74         | 18         |                 | 5               | 0               |                    | 1                  | 0                  |             | -           | -           | 80     | 19     |